# Geomys tropicalis
Espèce
Statut de conservation UICN

 EN  : En danger
Geomys tropicalis est une espèce de rongeurs de la famille des Géomyidés qui rassemble des gaufres ou rats à poche, c'est-à-dire à abajoues. C'est un petit mammifère qui est endémique du Mexique où il habite les déserts chauds. En danger critique d'extinction, il est menacé par la perte de son habitat.
L'espèce a été décrite pour la première fois en 1915 par Edward Alphonso Goldman (1873-1946), mammalogiste américain.